# Набил (област)
Набил (на арабски: ولاية نابل – Уилая(та) Наабил) е административна област (уилая) в Тунис.
Разположена е в североизточната част на страната, заема полуостров в Средиземно море. Площта на областта е 2788 км², а населението е около 787 920 души според преброяването от 2014 г. Административен център е град Набил.